# The Dead Milkmen
I The Dead Milkmen sono un gruppo musicale statunitense originario di Filadelfia e formatosi nel 1983. 
La formazione iniziale comprendeva il cantante e tastierista Rodney Linderman ("Rodney Anonymous"), il chitarrista e cantante Joe Genaro ("Joe Jack Talcum"), il bassista Dave Schulthise ("Dave Blood") e il batterista Dean Sabatino ("Dean Clean"). Il gruppo si sciolse nel 1995, fece qualche esibizione nel 2004 e poi ritornò ufficialmente in attività nel 2008.

## Formazione

### Membri attuali
- Joseph Genaro – chitarra, voce, tastiera (1983–1995, 2004, 2008–presente)
- Rodney Linderman – voce, tastiera, tin whistle (1983–1995, 2004, 2008–presente)
- Dean Sabatino – batteria, percussioni, voce (1983–1995, 2004, 2008–presente)
- Dan Stevens – basso (2004, 2008–presente)

### Ex membri
- Dave Schulthise – basso, voce (1983–1995; deceduto nel 2004)

## Discografia

### Album in studio
- Big Lizard in My Backyard (1985)
- Eat Your Paisley! (1986)
- Bucky Fellini (1987)
- Beelzebubba (1988)
- Metaphysical Graffiti (1990)
- Soul Rotation (1992)
- Not Richard, But Dick (1993)
- Stoney's Extra Stout (Pig) (1995)
- The King in Yellow (2011)
- Pretty Music for Pretty People (2014)
- Quaker City Quiet Pills (2023)

### Album dal vivo
- Chaos Rules: Live at the Trocadero (1994)

### Raccolte
- Now We Are 10 (1993)
- Death Rides a Pale Cow (The Ultimate Collection) (1997)
- Cream of the Crop (1998)
- Now We Are 20 (2003)
- The Dead Milkmen Present: Philadelphia in Love DVD (2003)
- Depends On the Horse... (2020)